# Chris Camden
Chris Camden (sinh ngày 28 tháng 5 năm 1963) là một cầu thủ bóng đá người Anh, thi đấu ở vị trí tiền đạo ở Football League cho Chester City và Tranmere Rovers.
Ông dành nhiều năm thi đấu tại bóng đá non-league với các đội bóng như Macclesfield Town, Stafford Rangers, Cheltenham Town cũng như một lần ở giải vô địch Wales với Conwy United.